# Музей истории Углича
Музей истории Углича — музей в городе Угличе. Старейший частный музей в городе. Основан местным историком Алексеем Викторовичем Кулагиным. 

## История возникновения
Хотя экспозиция музея сложилась к 1983 году, днём рождения музея считается 31 июля 1989 года, когда посетителям была представлена первая экскурсионно-музыкальная программа. Первоначальное название музея было «Историко-музыкальный музей „Угличские звоны“». С тех пор музей ведёт регулярный приём посетителей и за всё время в нём побывали представители 51 страны мира. В музее был организован ансамбль «Угличские звоны», который выступал на больших сценах, в том числе в Храме Христа Спасителя и Государственном Кремлёвском Дворце. Ансамбль принимал участие в торжественной церемонии вручения ордена Андрея Первозванного патриарху Алексию II.
9 мая 2009 года музей получил новое название — Музей истории Углича.

## Экспозиции музея
Экспозиция состоит из трёх помещений и площадки во дворе дома, где представлены экспонаты, рассказывающие об истории города Углича с момента его зарождения до XX века. Всего в фондах музея насчитывается около двух тысяч экспонатов, многие из которых уникальны. Основным лейтмотивом музея является героическое прошлое города Углича.
В экспозиции под открытым небом представлены предметы быта, а также символический памятник знаменитому русскому купцу Афанасию Никитину, побывавшему в городе Угличе в 1467 году. Рядом можно увидеть копии башни Угличского Кремля и деревянной церкви XVII столетия.
Основной отдел — это героическая история Угличского края. Здесь можно увидеть различные исторические персонажи в виде манекенов, одетых в костюмы XV—XX столетий.
Экспонаты музея рассказывают о древнейшей истории города Углича, о его культуре и замечательных людях, живших здесь в разные времена. Особое внимание уделяется мало изученным страницам угличской истории XV, XVII, XVIII, XIX и XX столетий.

## Научно-исследовательская работа
В музее создан архив, содержащий около пятисот единиц хранения и включающих более тысячи различных документов на бумажных, видео-, CD- и DVD-носителях.
В музее проводится научно-исследовательская работа в области археологии, металлографии, литературы и истории Угличского края, сотрудниками сделан ряд открытий. Здесь снято несколько короткометражных фильмов. Подготовлено множество публикаций, среди которых книги «История Углича», «История 63-го Угличского пехотного полка», «Судьба солдата», «Осада Углича», «Геральдика древнего Углича», «За небо Углича», «Угличский ссыльный колокол» и другие.